# Ольга Хачатрян
Ольга Хачатрян (6 липня 1992) — туркменська плавчиня.
Учасниця Олімпійських Ігор 2008 року.